# 科恩·范德加斯特
科恩·范德加斯特（荷蘭語：Koen van der Gaast, 1923年8月10日—1993年2月7日）是一位荷蘭建築師。作為荷蘭鐵路建設部門的負責人，他在二戰後設計了眾多荷蘭的車站建築。他設計的蒂爾堡車站是1980至90年代荷蘭建築的潮流引領者。
他的妻子是是荷蘭政治家和和平活動家索尼婭·范德加斯特，並育有四個孩子。

## 獎項
- 1989年：烏得勒支市功績勳章[1]
- 1992年：荷蘭建築師協會獎 (BNA)[1]

## 主要作品
- 埃因霍温中央車站
- 蒂爾堡車站
- 阿爾默洛車站
- 芬洛车站